# さざれ石

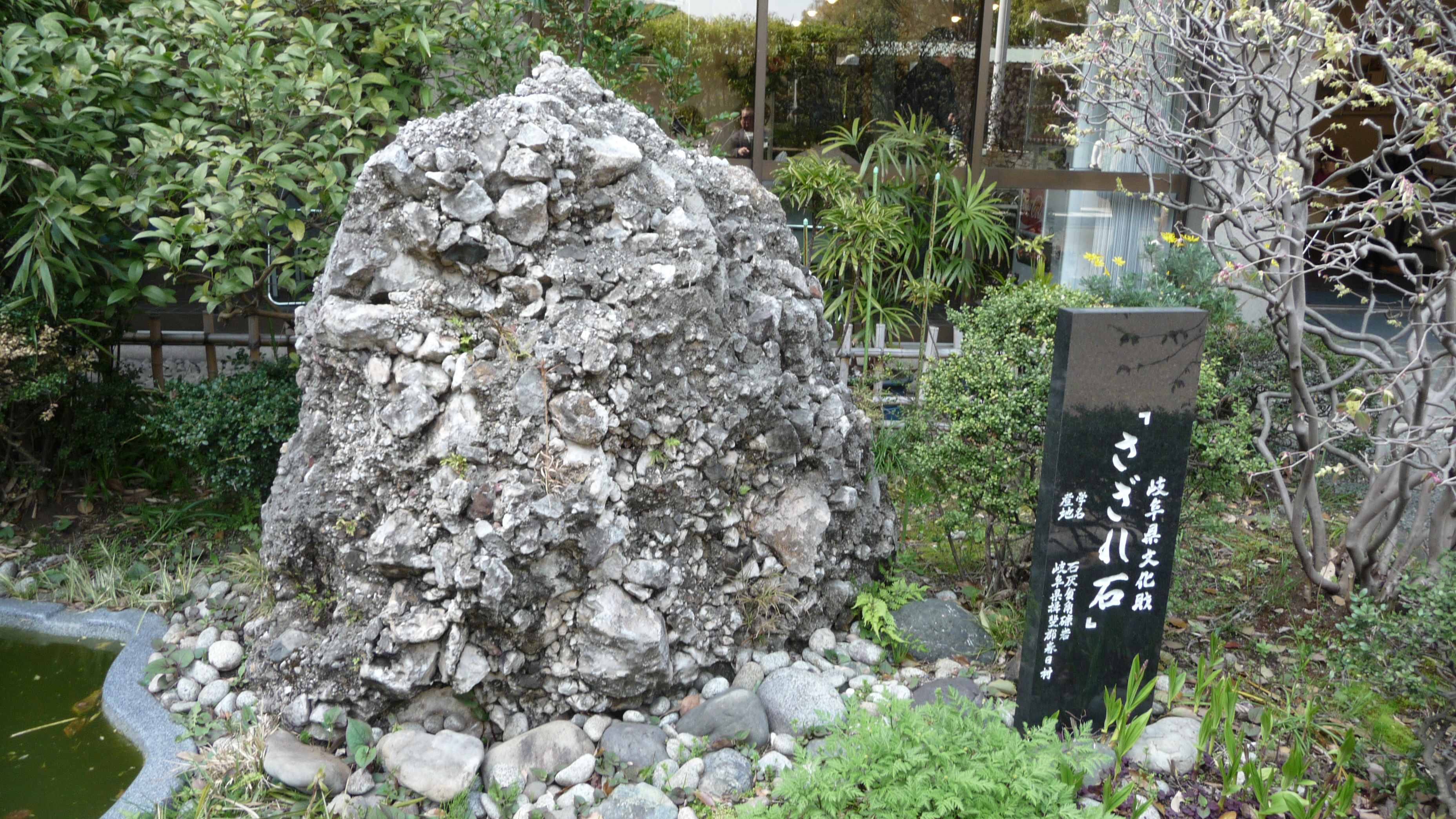
千鳥ケ淵戦没者墓苑で展示される岐阜県産の「さざれ石」

さざれ石（さざれいし、英: pebbles）は、小さな石の別称。漢字では細石や細れ石と書く。

## 日本
日本では、古代より小石のことをさざれ石と呼んでいたことが、文献からも確認することができる。8世紀に編纂された日本書紀には「以砂礫（サザレイシもしくはサザレシ）葺檜隈陵上」とあり、同じく8世紀に成立した万葉集でも「佐射礼伊思（サザレイシ）尓古馬乎波佐世弖己許呂伊多美安我毛布伊毛我」や「信濃奈流知具麻能河泊能左射礼思（サザレシ）母伎弥之布美氐婆多麻等比呂波牟」と詠われている。当時の日本には、巨石はさざれ石が成長して大きくなったとする巨石信仰があり、こういった伝承について柳田国男は、近代でも全国に少なくとも35例あるとしている。10世紀編纂の古今和歌集や11世紀編纂の和漢朗詠集の註釈では、唐の故事にその由来を求めていて、唐で9世紀に成立した酉陽雑俎にある網にかかった小石を寺に奉納したところ一か年で40斤にも成長したという記事を紹介している。後に日本国国歌の歌詞として採用され「君が代」と呼ばれるようになる歌「わがきみは千世にやちよにさざれいしのいはほとなりてこけのむすまで」を収録した古今和歌集では、その序文で「さゞれいしのいはほとなるよろこびのみぞあるべき」と記しており、巨石信仰が「君が代」一首に因らないことを明らかにしている。

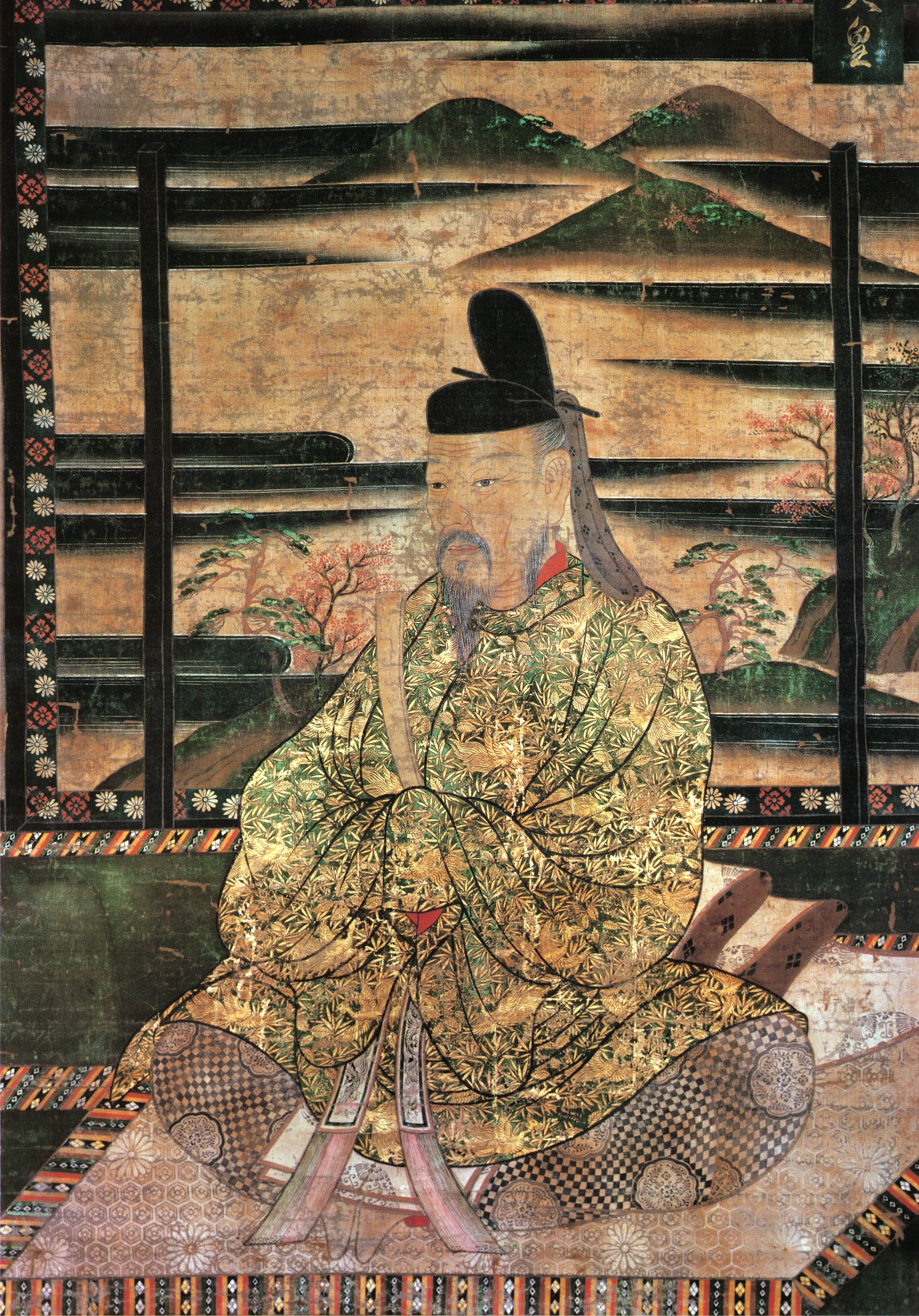
嵯峨天皇像

京都市右京区の「千代の古道」沿いには、チャートと呼ばれるどこにでもある岩石だが「さざれ石山」となぜか呼ばれる標高97mの小山があり、現在は京都市が管理している。嵯峨天皇は、嵯峨院に行幸する途中にこの地で休んだ際、侍従が眼前の岩塊を指して「君が代」の歌を紹介したところ、嵯峨天皇はその石をさざれ石と呼び、行幸の度に鑑賞したとされる。田井茂実は、近くで銅鐸が出土していることや奈良時代の和歌などから、この地にあるさざれ石が、君が代に詠われているさざれ石であるという意見もある。
水石の世界でもさざれ石と呼ばれる石がある。広島市安佐北区可部町にある真言宗金亀山福王寺には、寺宝として伝わるさざれ石が存在する。このさざれ石は18世紀の博物学者である木内石亭が著した雲根志に紹介されているもので、由来は古く、9世紀に紀伊国の浜辺に光を放つ石が見つかり、京の貴族に献上された。この貴族の末裔は14世紀に安芸国へ左遷され石も同地に移ったが、粗末に扱うと鳴動したり大雨を招いたりしたことから畏怖され同寺に奉納されたとしている。このさざれ石は、文献に残る最古の水石とされている。さざれ石の漢字として11世紀に成立した類聚名義抄などでは碝を当ててい、碝という字には玉のように美しい石という意がある。福王寺の碑文では瑌を当ててい、瑌という字には玉に次いで美しい石という意がある。これは、美しい石をさざれ石と呼んだ例であり、他にも徳川秀忠の「越白根」、足利義政の「九山八海」、鞍馬寺の寺宝「ほてい石」もさざれ石であるという。
岐阜県は、同県を「君が代」発祥の地だとしている。伊吹山を構成する古生界の石灰岩が大小の角礫となり固結した石灰質角礫岩を、同県在住の学識経験のない愛石家が、1961年（昭和36年）に同県春日村の山中で俄かに「発見」し、この石こそ「君が代」にあるさざれ石だとする自説を発表した。この説は、おそらく春日村には惟喬親王の家人が居て、おそらくその家人が石を見て「君が代」を詠み、おそらく惟喬親王に伝わり古今和歌集に掲載されたのであろうという、想像と願望からなるもので、史料は一切ない。しかしこれを以て、1977年（昭和52年）に春日村と岐阜県が相次いでこの石を天然記念物に指定したことから、まことしやかな話となった。岐阜県は、この石を「君が代」に詠われたさざれ石だとして、国体にゆかりある先に、知事らの名で積極的に献じている。
宮崎県と同県日向市にある大御神社は、同神社境内にある巨石を「国歌君が代に歌われるさざれ石」としている。これは、2003年（平成15年）に行った境内の改修工事で見つかった礫岩の巨石を、同県内の高校で教鞭をとりながら、同県内の地質を独自に調査していた在野の研究家が、さざれ石だと解説したことに始まる。ラグビーの日本代表選手団が、ワールドカップ出場前にこの巨石の前で国歌を斉唱することが例となっている。

## 脚註